# ŠK Aqua Turčianske Teplice
Maillots
L'Aqua Turčianske Teplice est un club slovaque de football. Il est basé à Turčianske Teplice.

## Palmarès
- Championnat de Slovaquie de football D3 : 2006 (Stred)